# متحف حلبا
متحف حلبا، أحد متاحف منطقة عسير في النماص , أسسه سعد عبد الله محمد العمري، يقع المتحف في مركز حلباء شرق محافظة النماص وهو عبارة عن مبنى مستقل وله ساحه وبيت شعر كبير لاستقبال الضيوف، ويضم 4 قاعات عرض كبيرة مختلفة المساحات ويحوي المتحف حوالي 500 قطعة تراثية، وقد تم عرض محتويات المتحف إما بالتعليق على الجدران أو من خلال العرض على طاولات.

## محتويات المتحف
يتكون المتحف من القطع التراثية الموجودة بداخل ذلك المتحف من أدوات وأواني الطهي والطعام وكذلك أواني الري كذلك تشمل أدوات القهوة والمباخر والرحي لطحن وجرش الحبوب كما تشمل أيضا أدوات الزراعة والحراثة وأدوات النجارة وتشمل أيضا بعض الأدوات المدرسية والكتب والتعليمية وبعض المخطوطات وبعض الاتفاقيات والصحف والمعاهدات القديمة وتشمل أيضا على بعض الحلي وأدوات التجميل الخاصة بالنساء بالإضافة إلى معرض كبير للصور القديمة والتذكارية.